# Церемония MTV Video Music Awards 2019
The 2019 MTV Video Music Awards — 36-я церемония вручения наград, которая состоялась 26 августа 2019 года в Пруденшал-центр в Ньюарке. Ведущим 36-й церемонии был Себастьян Манискалко.
Церемония 2019 года стала первой церемонией VMA, проведённой в Нью-Джерси.

## Победители и номинанты
Номинанты по большинству категорий были выявлены 23 июля 2019 года. Ариана Гранде и Тейлор Свифт имеют большего всего номинаций — 10, следом за ними идёт Билли Айлиш — 9, потом Lil Nas X — 8. На 36-й церемонии MTV VMA появились две новые номинации — Best K-Pop и Video for Good. Победители перечислены первыми и выделены жирным шрифтом.

### Видео года | Video of the Year
Тейлор Свифт — «You Need to Calm Down»
- 21 Savage (при участии J. Cole) — «A Lot»
- Билли Айлиш — «Bad Guy»
- Ариана Гранде — «Thank U, Next»
- Jonas Brothers — «Sucker»
- Lil Nas X (при участии Billy Ray Cyrus) — «Old Town Road (Remix)»

### Артист года | Artist of the Year
Ариана Гранде
- Карди Би
- Билли Айлиш
- Холзи
- Jonas Brothers
- Шон Мендес

### Песня года | Song of the Year
Lil Nas X (при участии Billy Ray Cyrus) — «Old Town Road (Remix)»
- Дрейк — «In My Feelings»
- Ариана Гранде — «Thank U, Next»
- Jonas Brothers — «Sucker»
- Леди Гага и Брэдли Купер — «Shallow»
- Тейлор Свифт — «You Need to Calm Down»

### Лучшая группа | Best Croup
BTS
- 5 Seconds of Summer
- Backstreet Boys
- BLACKPINK
- CNCO
- Jonas Brothers
- PRETTYMUCH
- Why Don’t We

### Лучший новый артист | Best New Artist
Билли Айлиш
- Эйва Макс
- H.E.R.
- Lil Nas X
- Лиззо
- Rosalía

### Лучшая совместная работа | Best Collaboration
Шон Мендес и Камила Кабельо — «Señorita»
- BTS (при участии Холзи) — «Boy with Luv»
- Леди Гага и Брэдли Купер — «Shallow»
- Lil Nas X (при участии Billy Ray Cyrus) — «Old Town Road (Remix)»
- Эд Ширан и Джастин Бибер — «I Don’t Care»
- Тейлор Свифт (при участии Брендон Ури из Panic! at the Disco) — «Me!»

### Push-Артист года | Push Artist of the Year
Билли Айлиш
- Баззи
- CNCO
- H.E.R.
- Lauv
- Лиззо

### Лучшее поп-видео | Best Pop
Jonas Brothers — «Sucker»
- 5 Seconds of Summer — «Easier»
- Карди Би и Бруно Марс — «Please Me»
- Билли Айлиш — «Bad Guy»
- Ариана Гранде — «Thank U, Next»
- Халид — «Talk»
- Тейлор Свифт — «You Need to Calm Down»

### Лучшее хип-хоп видео | Best Hip Hop
Карди Би — «Money»
- 2 Chainz (при участии Ариана Гранде) — «Rule the World»
- 21 Savage (при участии J. Cole) — «A Lot»
- DJ Khaled (при участии Nipsey Hussle и Джон Ледженд) — «Higher»
- Lil Nas X (при участии Billy Ray Cyrus) — «Old Town Road (Remix)»
- Трэвис Скот (при участии Дрейк) — «Sicko Mode»

### Лучшее R&B-видео | Best R&B
Normani (при участии 6lack) — «Waves»
- Anderson .Paak (при участии Smokey Robinson) — «Make It Better»
- Childish Gambino — «Feels Like Summer»
- H.E.R. (при участии Брайсон Тиллер) — «Could’ve Been»
- Алиша Киз — «Raise a Man»
- Элла Май — «Trip»

### Лучшее K-Поп видео | Best K-Pop
BTS (при участии Холзи) — «Boy with Luv»
- Blackpink — «Kill This Love»
- Exo — «Tempo»
- Monsta X (при участии French Montana) — «Who Do You Love»
- NCT 127 — «Regular»
- TXT — «Cat & Dog»

### Лучшее латинское видео | Best Latin
Rosalía и Джей Бальвин (при участии El Guincho) — «Con Altura»
- Anuel AA и Karol G — «Secreto»
- Bad Bunny (при участии Дрейк) — «Mia»
- Бенни Бланко, Tainy, Селена Гомес и Джей Бальвин — «I Can't Get Enough»
- Daddy Yankee (при участии Snow) — «Con Calma»
- Малума — «Mala Mía»

### Лучшее танцевальное видео | Best Dance
The Chainsmokers (при участии Биби Рекса) — «Call You Mine»
- Clean Bandit (при участии Деми Ловато) — «Solo»
- DJ Snake (при участии Селена Гомес, Ozuna и Карди Би) — «Taki Taki»
- Дэвид Гетта, Биби Рекса и Джей Бальвин — «Say My Name»
- Marshmello и Bastille — «Happier»
- Silk City и Дуа Липа — «Electricity»

### Лучшее рок-видео | Best Rock
Panic! at the Disco — «High Hopes»
- The 1975 — «Love It If We Made It»
- Fall Out Boy — «Bishops Knife Trick»
- Imagine Dragons — «Natural»
- Ленни Кравиц — «Low»
- Twenty One Pilots — «My Blood»

### Video for Good | Video for Good
Тейлор Свифт — «You Need to Calm Down»
- Холзи — «Nightmare»
- The Killers — «Land of the Free»
- Jamie N Commons и Skylar Grey (при участии Gallant) — «Runaway Train»
- Джон Ледженд — «Preach»
- Lil Dicky — «Earth»

### Лучшая режиссура | Best Direction
Lil Nas X (при участии Billy Ray Cyrus) — «Old Town Road (Remix)» (Режиссёр: Calmatic)
- Билли Айлиш — «Bad Guy» (Режиссёр: Dave Meyers)
- FKA Twigs — «Cellophane» (Режиссёр: Andrew Thomas Huang)
- Ариана Гранде — «Thank U, Next» (Режиссёр: Hannah Lux Davis)
- LSD — «No New Friends» (Режиссёр: Dano Cerny)
- Тейлор Свифт — «You Need to Calm Down» (Режиссёр: Тейлор Свифт и Drew Kirsch)

### Лучшие визуальные эффекты | Best Visual Effects
Тейлор Свифт (при участии Брендон Ури из Panic! at the Disco) — «Me!» (Эффекты: Loris Paillier и Lucas Salton для BUF VFX)
- Билли Айлиш — «When the Party’s Over» (Эффекты: Ryan Ross и Andres Jaramillo)
- FKA Twigs — «Cellophane» (Эффекты: Matt Chиler и Fabio Zaveti for Analog)
- Ариана Гранде — «God Is a Woman» (Эффекты: Fabrice Lagayette, Kristina Prilukova и Rebecca Rice для Mathematic)
- DJ Khaled (при участии SZA) — «Just Us» (Эффекты: Sergii Mashevskyi)
- LSD — «No New Friends» (Эффекты: Ethan Chancer)

### Лучший монтаж | Best Editing
Билли Айлиш — «Bad Guy» (Монтаж: Билли Айлиш)
- Anderson .Paak (при участии Кендрик Ламар) — «Tints» (Монтаж: Vinnie Hobbs)
- Lil Nas X (при участии Billy Ray Cyrus) — «Old Town Road (Remix)» (Монтаж: Calmatic)
- Ариана Гранде — «7 Rings» (Монтаж: Hannah Lux Davis и Taylor Walsh)
- Solange — «Almeda» (Монтаж: Solange Knowles, Vinnie Hobbs и Jonathon Proctor)
- Тейлор Свифт — «You Need to Calm Down» (Монтаж: Jarrett Fijal)

### Лучшая художественная работа | Best Art Direction
Ариана Гранде — «7 Rings» (Художник-постановщик: John Richoux)
- BTS (при участии Холзи) — «Boy with Luv» (Художники-постановщики: JinSil Park и BoNa Kim (MU:E))
- Lil Nas X (при участии Billy Ray Cyrus) — «Old Town Road (Remix)» (Художник-постановщик: Itaru Dela Vegas)
- Шон Мендес и Камила Кабельо — «Señorita» (Художник-постановщик: Tatiana Van Sauter)
- Тейлор Свифт — «You Need to Calm Down» (Художник-постановщик: Brittany Porter)
- Канье Уэст и Lil Pump (при участии Adele Givens) — «I Love It» (Художник-постановщик: Tino Schaedler)

### Лучшая хореография | Best Choreography
Rosalía и Джей Бальвин (при участии El Guincho) — «Con Altura» (Хореограф: Charm La’Donna)
- FKA Twigs — «Cellophane» (Хореограф: Kelly Yvonne)
- LSD — «No New Friends» (Хореограф: Ryan Heffington)
- Шон Мендес и Камила Кабельо — «Señorita» (Хореограф: Calvit Hodge и Sara Biv)
- Solange — «Almeda» (Хореографы: Maya Taylor и Solange Knowles)
- BTS (при участии Холзи) — «Boy with Luv» (Хореограф: Rie Hata)

### Лучшая операторская работа | Best Cinematography
Шон Мендес и Камила Кабельо — «Señorita» (Оператор: Scott Cunningham)
- Anderson .Paak (при участии Кендрик Ламар) — «Tints» (Оператор: Elias Talbot)
- Билли Айлиш — «Hostage» (Оператор: Pau Castejón)
- Ариана Гранде — «Thank U, Next» (Оператор: Christopher Probst)
- Solange — «Almeda» (Операторы: Chayse Irvin, Ryan Marie Helfant и Justin Hamilton)
- Тейлор Свифт (при участии Брендон Ури из Panic! at the Disco) — «Me!» (Оператор: Starr Whitesides)